# 棘刺鮋屬
棘刺鮋屬（學名Acanthodes）是一屬已滅絕的棘魚綱。其化石是在歐洲、北美洲及澳洲。
與其他棘魚綱相比，棘刺魚屬相對較大，長約30厘米。牠們沒有牙齒，取而代之的是在鰓處像牙齒的刺。故此，相信牠們是濾食性的，從水中濾食浮游生物。
棘刺魚屬的刺也較少。胸鰭、尾鰭、臀鰭及背鰭都有棘，但總計只有6條，比任何其他物種都要少。